# Muonium
Ne doit pas être confondu avec vrai muonium ou hydrogène muonique.

Représentation schématique.

Le muonium est un atome exotique formé d'un antimuon μ+ lié à un électron e−. Découvert en 1960, il est semblable à un atome d'hydrogène, avec une durée de vie d'environ 2,2 µs, pendant lesquelles il se comporte comme un élément chimique aux propriétés voisines de celles de l'hydrogène. Il peut ainsi être considéré comme le plus léger des isotopes de l'hydrogène,. La nomenclature de l'UICPA lui attribue le symbole chimique Mu, avec une notation différentiée pour la particule élémentaire, le muonium lui-même, et l'anion muoniure formé de deux électrons liés à un antimuon :
| Particule | Nom      | Symbole |
| --------- | -------- | ------- |
| µ+        | antimuon | Mu+     |
| µ+e−      | muonium  | Mu•     |
| µ+(e−)2   | muoniure | Mu−     |

## Propriétés et étude du muonium
Le muonium a une énergie d'ionisation et un rayon de Bohr égaux à ceux de l'hydrogène, du deutérium et du tritium à 0,5 % près, mais sa masse représente seulement un neuvième de celle de l'hydrogène. D'un point de vue chimique, il se comporte comme un isotope radioactif ultra-léger de l'hydrogène, et la nomenclature de l'UICPA lui attribue le symbole chimique Mu.
Grâce à la signature caractéristique de sa désintégration, le muonium peut être aisément observé en solution aqueuse en présence d'une source de muons si l'on dispose des détecteurs de particules appropriés. La formation et la désintégration des muons violent en effet le principe de conservation de la parité, et plusieurs techniques sur la polarisation des spins des muons reposent sur cette caractéristique, permettant de connaître l'état chimique du muonium au moment de sa désintégration, c'est-à-dire d'identifier les composés moléculaires dont il faisait partie à ce moment-là. En comparant ces informations avec le muonium libre, on parvient à établir la cinétique chimique des réactions auxquelles le muonium prend part.
Le muon étant un lepton, les niveaux d'énergie du muonium peuvent être calculés avec une grande précision à l'aide de l'électrodynamique quantique, contrairement au cas de l'atome d'hydrogène, pour lequel la précision est limitée par des incertitudes au niveau de la structure même du proton. C'est la raison pour laquelle le muonium est un système idéal pour étudier l'électrodynamique quantique d'états liés et tester les limites du modèle standard.
L'atome exotique formé d'un muon et d'un antimuon est appelé « vrai muonium ». Il n'a pas encore été observé mais a peut-être été produit par collisions entre faisceaux d'électrons et de positons.
À titre d'exemple, voici un quelques composés de muonium répertoriés :
| Formule        | Nom |
| -------------- | --- |
| Mu2 ou (µ+e−)2 | dimuonium[9] |
| HMuO           | oxyde d'hydrogène et de muonium[10] (équivalent de la molécule d'eau où un H est remplacé par un Mu)                                                               |
| NaMu           | muoniure de sodium[11] |
| MuCl           | chlorure de muonium[12] |
| CH3Mu          | muoniométhane[13] |
| MuH            | hydrogène-muonium[14] |
| Mu− ou µ+(e−)2 | ion muoniure[15] |
| µ+µ−           | muonium muonique[16], aussi nommé « vrai muonium » : équivalent du muonium où l'électron est remplacé par un muon. Comparable à une version lourde du positronium. |